# Енергетика та комп'ютерно-інтегровані технології в АПК
«Енергетика та комп'ютерно-інтегровані технології в АПК» — науково-технічний журнал, що видається в Україні і виходить 2-4 рази на рік. Мова видання: українська, російська, англійська. Засновником є Харківський національний технічний університет сільського господарства ім. Петра Василенка.

## Тематика
Висвітлення питань з енергозабезпечення споживачів АПК, енергоменеджмента та автоматизації управління в системах електро- та теплопостачання, електрообладнання та раціонального використання електричної енергії в АПК, ресурсозберігаючих електротехнологій сільськогосподарського виробництва, впливу електромагнітних полів та пружних коливань на біологічні об'єкти сільськогосподаського призначення, комп'ютерно-інтегрованих технологій, систем та засобів автоматизації.
Журнал призначений для наукових працівників, викладачів, аспірантів, інженерно-технічного персоналу і студентів, які спеціалізуються у відповідних або суміжних  галузях науки  та напрямках виробництва.

## Редкологія
- Головний редактор: Мороз О. М. (науковець) - доктор технічних наук, професор (Харків);
- Заступник головного  редактора: Фурман І. О. - доктор технічних наук, професор, академік Академії наук вищої освіти України (Харків);
- Відповідальний секретар: Кошман С. О. - кандидат технічних наук, доцент (Харків).

Журнал включений до Переліку науковиз фахових видань України за наказом Міністра освіти і науки України № 1328 від 21.12.2015.
1. ↑  Каталоги - НБУВ Національна бібліотека України імені В. І. Вернадського. www.irbis-nbuv.gov.ua. Процитовано 28 листопада 2024.